# Denton Lotz

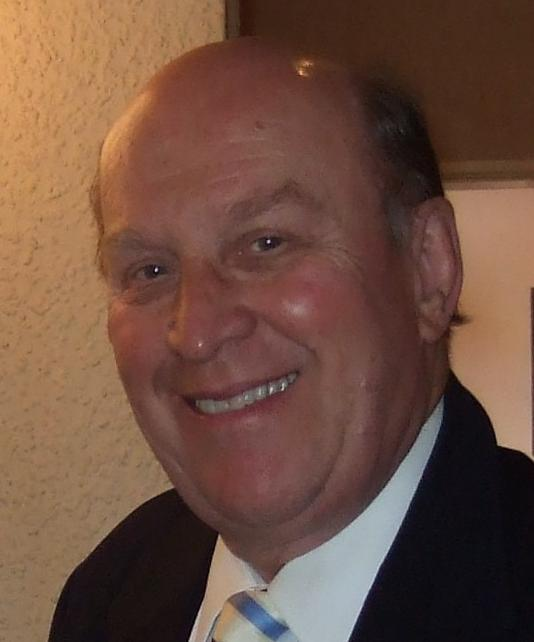
Denton Lotz

Denton Lotz (* 18. Januar 1939 in Flushing, New York; † 23. April 2019 in Forestdale, Massachusetts) war ein US-amerikanischer baptistischer Theologe und Pastor. Von 1988 bis 2007 bekleidete er das Amt des Generalsekretärs des Baptistischen Weltbundes. Bekanntheit erlangte Lotz auch wegen seines Engagements für Religionsfreiheit.

## Leben
Denton Lotz entstammte väterlicherseits einer deutschstämmigen amerikanischen Familie. Nach seiner schulischen Ausbildung studierte Lotz an der University of North Carolina at Chapel Hill und erlangte 1961 den Bachelor of Arts. Es folgte ein Theologiestudium an der Harvard Divinity School, das er 1966 mit dem Bachelor of Sacred Theology absolvierte. Die nächste Station seiner theologischen Ausbildung war die Universität Hamburg. Hier promovierte er 1970 zum Doktor der Theologie.
Nach Abschluss seiner Studien wurde Denton Lotz in den missionarischen Dienst der American Baptist Churches USA (ABCUSA) berufen. Schwerpunkt seiner Arbeit war die theologische Aus- und Weiterbildung von einheimischen Baptistenpastoren in Mittel- und Osteuropa. In diesem Zusammenhang lehrte er über 11 Jahre als associate professor Missiologie und Homiletik am Internationalen Baptistischen Theologischen Seminar Rüschlikon (Schweiz) (dessen Sitz inzwischen nach Amsterdam verlegt wurde). Auf Lotz geht hier unter anderem die Einrichtung des Summer Institute of Theological Education (SITE) zurück, ein theologisches Kurzzeitstudium, das in der Zeit des Eisernen Vorhangs insbesondere von baptistischen Pastoren aus Ländern des ehemals kommunistischen Osteuropas genutzt wurde.
1980 kehrte Denton Lotz in die Vereinigten Staaten zurück und übernahm beim Baptistischen Weltbund, der seinen Sitz in Washington, D.C. hat, zunächst die Jugendabteilung und kurze Zeit später die Leitung des Referats Evangelisation und Bildung. 1988 wurde er Nachfolger des tödlich verunglückten baptistischen Generalsekretärs Gerhard Claas. Das Amt hatte er bis zu seinem Ruhestand im Jahr 2007 inne. Er repräsentierte in dieser kirchenleitenden Funktion die Baptisten weltweit bei interkonfessionellen und internationalen Begegnungen. Zu den herausragenden Ereignissen seiner Amtszeit gehörte unter anderem ein Treffen mit dem kubanischen massimo lider Fidel Castro, das unter anderem den Import von Bibeln nach Kuba ermöglichte.
Während und neben seiner Tätigkeit als Generalsekretär engagierte sich Denton Lotz weltweit für Glaubens- und Gewissensfreiheit und erhielt für seinen Einsatz in diesem Zusammenhang zahlreiche Auszeichnungen. Auch über seinen Ruhestand hinaus fungierte er als Präsident der Internationalen Vereinigung für Religionsfreiheit. Als Generalsekretär des Weltbundes gründete er die sogenannte Spezialkommission der Baptisten gegen Rassismus und ethnische Konflikte, die auch an der Herausgabe der Harare Declaration beteiligt war. Lotz war auch Initiator der baptistischen Dekade für rassische Gerechtigkeit. Ein weiterer Schwerpunkt seiner Tätigkeit war die Förderung weltweiter baptistischer Missionsarbeit.
Denton Lotz verstarb nach einer schweren Krebserkrankung. Er war mit Janice, geborene Robinson, verheiratet. Aus der Ehe gingen zwei Söhne und eine Tochter hervor.

## Würdigungen
Für seine Arbeit innerhalb und außerhalb des Baptistischen Weltbundes empfing Denton Lotz zahlreiche Würdigungen. Dazu gehören unter anderem Ehrendoktorate der Campbell University, des Eastern Baptist Theological Seminary, der Dallas Baptist University und des Alderson-Broaddus College. Der mit 100.000 $ dotierte Preis, den die Baptist World Alliance alljährlich für besondere Leistungen auf dem Gebiet der Menschenrechte und der Religionsfreiheit vergibt, trägt den Namen von Denton Lotz.

## Werke in Auswahl
- The Evangelization of the World in this Generation. The Resurgence of a Missionary Idea among the Conservative Evangelicals, Hamburg 1970
- Proclaiming the Good News in a Secular and Desinterested Society; in: Gemeinschaft der Kirchen und gesellschaftliche Verantwortung. Die Würde des Anderen und das Recht, anders zu denken. Festschrift für Prof. Dr. Erich Geldbach (Hrsg.: Lena Lybaek, Konrad Raiser, Stefanie Schardien), Berlin, Hamburg, Münster 2004, ISBN 3-8258-7061-8, ISBN 978-3-8258-7061-4, S. 527–538
- Baptists against Racism, Washington 1999, ISBN 0-9673416-1-2
- Together in Christ. Official Report of the Sixteenth Baptist World Congress Seoul, Korea August 14-19, Washington 1990
- Baptist Faith & Witness. The Papers of the Study and Research Division of the Baptist World Alliance 1990-1995, Washington 1995, ISBN 978-0-9625634-0-9
- Proceedings of the Summit on Baptist Mission in the 21 st Century (Hrsg.)
- Baptists against Racism, Washington 1999, ISBN 978-0-9673416-1-3